# Violette des collines
Viola collina
Espèce
Classification phylogénétique
La Violette des collines (Viola collina) est une espèce de plante de la famille des Violacées.
En France, elle est protégée en Franche-Comté.